# エルンスト・ヴィルヘルム・ボーレ
エルンスト・ヴィルヘルム・ボーレ（Ernst Wilhelm Bohle　1903年7月28日 - 1960年11月9日）は、ドイツの政治家。国家社会主義ドイツ労働者党の外国組織部(NSDAP/AO)指導者。親衛隊にも所属しており、最終階級は親衛隊大将。

## 略歴

### 生い立ち
エルンスト・ヴィルヘルム・ボーレは1903年7月28日にイギリスのブラッドフォードにて大学教師であるヘルマン・ボーレ（1877年 - 1943年）の息子として生まれた。
1906年に南アフリカのケープタウンの学校に通った後に、ドイツのケルンとベルリンの大学に通いそこで政治学と経営学を学んだ。
1923年12月に、ベルリンにある商科大学の企業経営部門を卒業し、さまざまな英米企業で働く。1925年11月14日にゲルトルート・バッハマンと結婚した。1930年からは輸入業者として独立した。

### ナチ党員として
1932年3月1日に国家社会主義ドイツ労働者党に入党し（党員番号999,185）、1933年9月13日に親衛隊少将の階級で親衛隊に入隊している（隊員番号276,915）。
1931年12月からは外国組織部の指導者であるハンス・ニーラントの代理を務めるようになり、また南アフリカ及び南西アフリカ（後には北アメリカ）における党国外組織の責任者となった。ニーラントが1933年5月8日に外国組織部の指導者からの辞職後、ボーレは外国組織部の指導者となった。
また1933年11月の国会選挙では国会議員に当選している。1937年から1945年まで外務省次官を務めた。1943年6月21日に親衛隊大将へと昇進している。

### 戦後
戦後はアメリカ軍の捕虜となり、ベルギーに設置された高官用収容所であるアシュカン収容所に収容された。ニュルンベルク裁判においては証人となった。また1948年から行われたニュルンベルク継続裁判の一つである大臣裁判では被告となり懲役5年を言い渡されるが、1949年12月21日に釈放された。
釈放後はハンブルクで商業に従事した。1960年11月9日にデュッセルドルフで死去した。

## キャリア

### 階級
出典
- 1936年9月13日、親衛隊少将
- 1937年4月20日、親衛隊中将
- 1943年6月21日、親衛隊大将

### 受章
出典
- 戦功十字章
  - 二級剣付戦功十字章
  - 一級剣付戦功十字章（1942年1月30日）
- 1938年10月1日記念メダル
  - 略章「プラハ城」
- 1938年3月13日記念メダル
- 黄金ナチ党員バッジ（1937年1月30日）
- 黄金ヒトラー・ユーゲント名誉バッジ（ドイツ語版）
- オリンピック勲章（ドイツ語版）
  - 一級オリンピック勲章（1936年10月29日）
- 勤続章（ドイツ語版）
  - ナチ党勤続章
    - 銅章
- 親衛隊全国指導者名誉長剣（1937年12月1日）
- 親衛隊名誉リング（1937年12月1日）
- イタリア王冠勲章（イタリア語版）
  - 大将校章（1937年4月20日）